# Paweł Nastula
Paweł Marcin Nastula (Varsavia, 26 giugno 1970) è un ex judoka polacco.

## Palmarès

### Olimpiadi
- 1 medaglia:
  - 1 oro (Atlanta 1996 nei 95 kg)

### Mondiali
- 3 medaglie:
  - 2 ori (Chiba 1995 nei 95 kg; Parigi 1997 nei 95 kg)
  - 1 argento (Barcellona 1991 nei 95 kg)

### Europei
- 4 medaglie:
  - 3 ori (Gdansk 1994 nei 95 kg; Birmingham 1995 nei 95 kg; L'Aia 1996 nei 95 kg)
  - 1 argento (Bratislava 1999 nei 100 kg)